# 살마키스

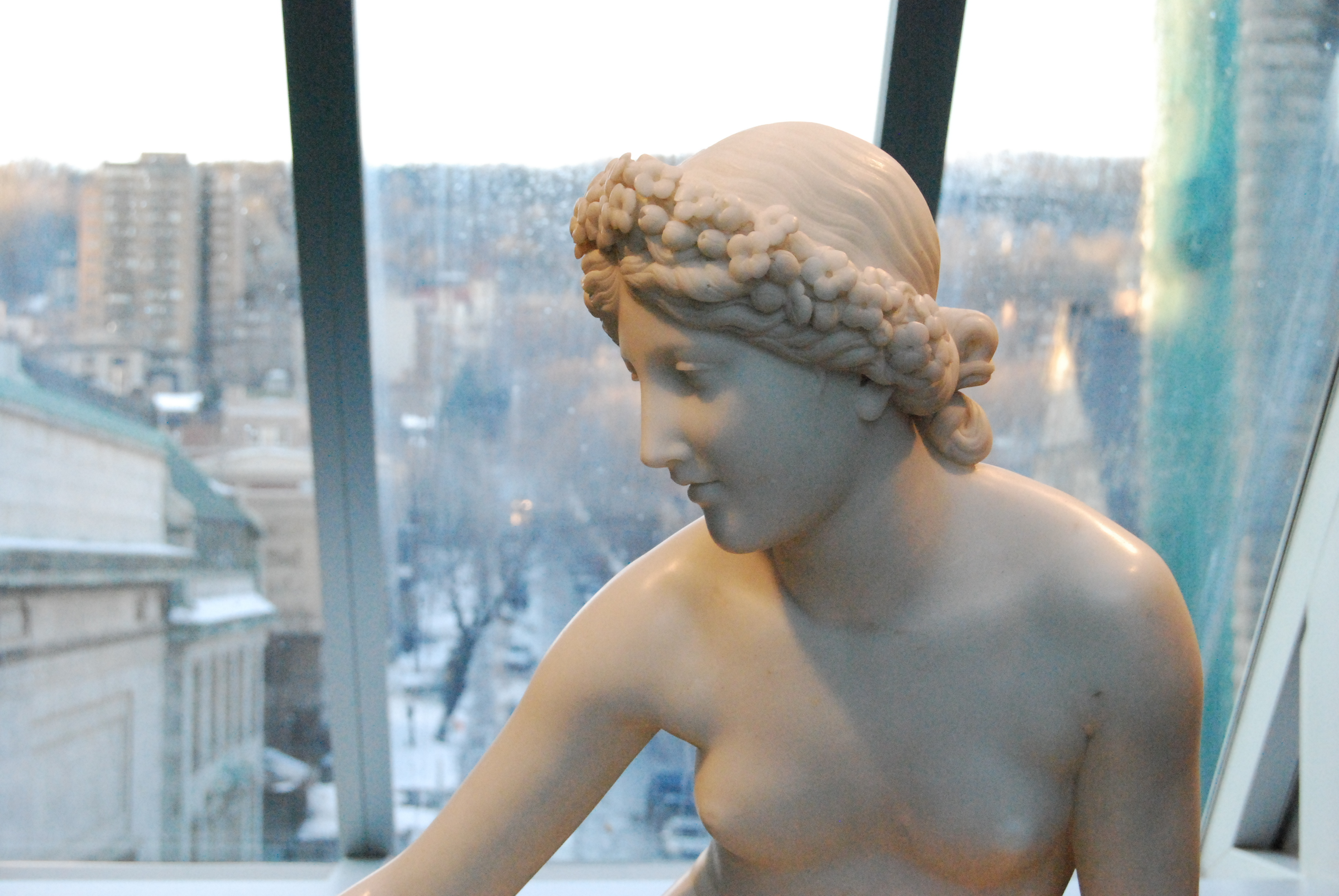

살마키스(Salmacis)는 그리스 신화의 물의 요정이다. 헤르마프로디토스를 사모하여 몸이 합쳐져 양성구유가 되었다.

## 고대 미술
폼페이(Pompeii) 콘킬리아(Conchiglia)의 카사 델라 베네레(Casa della Venere) 10호실의 프레스코화는 헤르마프로디토스(Hermaphroditus)와 살마키스(Salmacis) 사이에 서 있는 에로스를 묘사한다. 이 프레스코화는 가장 초기(서기 79년 이전)이며 물의 요정이 헤르마프로디토스와 결합하기 전의 유일한 고대 작품일 것으로 추정한다.